# Чаплинек
Чаплинек (пољ. Czaplinek) је град у Пољској. Налази се у војводству Западно Поморје, на Дравском појезерју, у дравском повјату. Чаплинек је седиште истоимене општине.
Од 1946. до 1950. године град се налазио у Шчећинском војводству, а од 1975. до 1998. у Кошалињском Војводству.
По подацима из 2011. године у граду је живело 7.179 становника.
Град лежи на Дравском језеру.
Поред Чаплинка пролази регионални пут бр. 20. Од Шчећина је удаљен 125 km, а од Кошалина 95 km.
Насеље је основано 1291. године од стране Темплара и добило је име Темпелбург (Tempelburg). У граду се налази црква светог Крста из 1829. године као и црквица из XIV века саграђена на рушевинама темпларског замка.

## Становништво
Према прелиминарним подацима са пописа, у граду је 2011. живело 7.179 становника.
| 2002. | 2011. | 2012. |
| ----- | ----- | ----- |
| 7.021 | 7.179 | 7.200 |

## Партнерски градови
- Гримен
- Марлов
- Бад Швартау